# Liste der Bodendenkmäler in Gößweinstein
Auf dieser Seite sind die Bodendenkmäler in dem oberfränkischen Markt Gößweinstein zusammengestellt. Diese Tabelle ist eine Teilliste der Liste der Bodendenkmäler in Bayern. Grundlage ist die Bayerische Denkmalliste, die auf Basis des Bayerischen Denkmalschutzgesetzes vom 1. Oktober 1973 erstmals erstellt wurde und seither durch das Bayerische Landesamt für Denkmalpflege geführt wird. Die folgenden Angaben ersetzen nicht die rechtsverbindliche Auskunft der Denkmalschutzbehörde.

## Bodendenkmäler in Gößweinstein
| Lage       | Objekt | Akten-Nr.     | Bild |
| ---------- | --- | ------------- | ---- |
| (Standort) | Höhle mit Funden der Hallstatt- und der Frühlatènezeit | D-4-6133-0093 |      |
| (Standort) | Grabhügel vorgeschichtlicher Zeitstellung | D-4-6133-0094 |      |
| (Standort) | Mittelalterlicher Burgstall | D-4-6133-0095 |      |
| (Standort) | Bestattungsplatz mit Grabhügeln vorgeschichtlicher Zeitstellung | D-4-6134-0099 |      |
| (Standort) | Spätmittelalterlicher Burgstall | D-4-6134-0100 |      |
| (Standort) | Vorgeschichtliches Grabhügelfeld | D-4-6134-0101 |      |
| (Standort) | Vorgeschichtliches Grabhügelfeld | D-4-6134-0102 |      |
| (Standort) | Karolingisch-ottonisches Reihengräberfeld | D-4-6134-0103 |      |
| (Standort) | Vorgeschichtliches Grabhügelfeld | D-4-6233-0001 |      |
| (Standort) | Grabhügelfeld vorgeschichtlicher Zeitstellung | D-4-6233-0088 |      |
| (Standort) | Höhle vermutlich mit vorgeschichtlichen Funden | D-4-6233-0091 |      |
| (Standort) | Mittelalterlicher Burgstall | D-4-6233-0092 |      |
| (Standort) | Mittelalterlicher Burgstall | D-4-6233-0095 |      |
| (Standort) | Mittelalterlicher Burgstall | D-4-6233-0096 |      |
| (Standort) | Bestattungsplatz mit verebneten Grabhügeln vorgeschichtlicher Zeitstellung mit Bestattungen der Hallstattzeit | D-4-6233-0097 |      |
| (Standort) | Höhle mit Funden der späten Hallstatt- und der frühen Latènezeit | D-4-6233-0100 |      |
| (Standort) | Grabhügel vorgeschichtlicher Zeitstellung | D-4-6233-0101 |      |
| (Standort) | Vorgeschichtliches Grabhügelfeld | D-4-6233-0103 |      |
| (Standort) | Grabhügelfeld vorgeschichtlicher Zeitstellung | D-4-6233-0104 |      |
| (Standort) | Karolingisch-ottonisches Reihengräberfeld | D-4-6233-0109 |      |
| (Standort) | Höhle mit vorgeschichtlichen Funden | D-4-6233-0110 |      |
| (Standort) | Mittelalterlicher Burgstall sowie spätmittelalterliche bis frühneuzeitliche Befunde im Bereich der ehemaligen Bergkirche Zum Heiligen Bühl                                                                                              | D-4-6233-0112 |      |
| (Standort) | Höhle mit Funden vorgeschichtlicher Zeitstellung | D-4-6233-0113 |      |
| (Standort) | Höhle mit neolithischen Funden | D-4-6233-0114 |      |
| (Standort) | Höhle mit Funden des Mesolithikums, des Neolithikums sowie der frühen Latènezeit | D-4-6233-0116 |      |
| (Standort) | Höhle mit Funden vorgeschichtlicher Zeitstellung | D-4-6233-0123 |      |
| (Standort) | Freilandstation des Paläolithikums. | D-4-6233-0134 |      |
| (Standort) | Siedlung vorgeschichtlicher Zeitstellung | D-4-6233-0159 |      |
| (Standort) | Vermutlich Freilandstation des Mesolithikums und Siedlung des Neolithikums | D-4-6233-0162 |      |
| (Standort) | Höhle mit vorgeschichtlichen und mittelalterlichen Funden | D-4-6233-0163 |      |
| (Standort) | Siedlung des Neolithikums | D-4-6233-0189 |      |
| (Standort) | Bestattungsplatz mit Grabhügeln vorgeschichtlicher Zeitstellung | D-4-6233-0204 |      |
| (Standort) | Untertägige Bauteile der frühneuzeitlichen katholischen Pfarrkirche St. Erhard von Wichsenstein, Fundamente mittelalterlicher Vorgängerbauten und vermutlich Körpergräber des Mittelalters und der Neuzeit                              | D-4-6233-0257 |      |
| (Standort) | Hofwüstung der frühen Neuzeit im Bereich des Weilers Altenthal | D-4-6233-0261 |      |
| (Standort) | Siedlung vorgeschichtlicher Zeitstellung. | D-4-6233-0304 |      |
| (Standort) | Grabhügel vorgeschichtlicher Zeitstellung | D-4-6233-0305 |      |
| (Standort) | Grabhügel vorgeschichtlicher Zeitstellung | D-4-6234-0123 |      |
| (Standort) | Grabhügel vorgeschichtlicher Zeitstellung | D-4-6234-0124 |      |
| (Standort) | Höhle mit Funden und Bestattungen vermutlich vorgeschichtlicher Zeitstellung | D-4-6234-0125 |      |
| (Standort) | Höhle mit spätlatènezeitlichen Funden | D-4-6234-0126 |      |
| (Standort) | Höhle mit Funden vor- und frühgeschichtlicher Zeitstellung | D-4-6234-0127 |      |
| (Standort) | Höhle vermutlich mit vorgeschichtlichen Funden | D-4-6234-0129 |      |
| (Standort) | Höhle mit neolithischen Funden | D-4-6234-0130 |      |
| (Standort) | Grabhügel vorgeschichtlicher Zeitstellung | D-4-6234-0131 |      |
| (Standort) | Grabhügel vorgeschichtlicher Zeitstellung | D-4-6234-0132 |      |
| (Standort) | Grabhügel vorgeschichtlicher Zeitstellung | D-4-6234-0133 |      |
| (Standort) | Grabhügel vorgeschichtlicher Zeitstellung | D-4-6234-0136 |      |
| (Standort) | Grabhügel vorgeschichtlicher Zeitstellung | D-4-6234-0137 |      |
| (Standort) | Körpergräber vermutlich des Mittelneolithikums | D-4-6234-0141 |      |
| (Standort) | Höhle mit Funden der späten Hallstatt- und frühen Latènezeit | D-4-6234-0148 |      |
| (Standort) | Freilandstation des Mesolithikums | D-4-6234-0154 |      |
| (Standort) | Untertägige Bauteile bestehender Gebäude und Fundamente von Vorgängerbauten der hochmittelalterlichen bis frühneuzeitlichen Burg Gößweinstein                                                                                           | D-4-6234-0169 |      |
| (Standort) | Untertägige Bauteile der frühneuzeitlichen Katholischen Wallfahrtsbasilika und Pfarrkirche SS. Trinitatis von Gößweinstein, vermutlich Fundamente mittelalterlicher Vorgängerbauten sowie Körpergräber des Mittelalters und der Neuzeit | D-4-6234-0171 |      |
| (Standort) | Untertägige Bauteile der frühneuzeitlichen Franziskanerklosterkirche St. Maria von Gößweinstein sowie Körpergräber der Neuzeit | D-4-6234-0172 |      |
| (Standort) | Untertägige Bauteile der frühneuzeitlichen Kath. Schlosskapelle St. Maria von Kohlstein | D-4-6234-0174 |      |
| (Standort) | Untertägige Bauteile des spätmittelalterlichen und frühneuzeitlichen Schlosses von Kohlstein | D-4-6234-0175 |      |
| (Standort) | Untertägige Bauteile der spätmittelalterlichen bis frühneuzeitlichen katholischen Kapelle von Stadelhofen | D-4-6234-0183 |      |
| (Standort) | Grabhügel vorgeschichtlicher Zeitstellung | D-4-6234-0192 |      |